# Woodside Park
Woodside Park  è un sobborgo residenziale di Londra, situato nella zona di Barnet, North London. 
L'area ad est della stazione della metropolitana consiste principalmente di grandi case in architettura vittoriana ed eduardiana, molte delle quali sono state convertite in condimini. Vi si trova anche la Woodside Park Synagogue ed una scuola ebraica.